# ویسلی اسمیت آلوز فیتوسا
ویسلی اسمیت آلوز فیتوسا (به پرتغالی: Wesley Smith Alves Feitosa) مهاجم اهل برزیل است که در شهر Uruçuí و در تاریخ ۲۱ آوریل ۱۹۹۲ به دنیا آمده‌است.
ویسلی اسمیت آلوز فیتوسا در تیم‌های فوتبال EC Primavera ? سابقهٔ حضور دارد.